# Kuappi

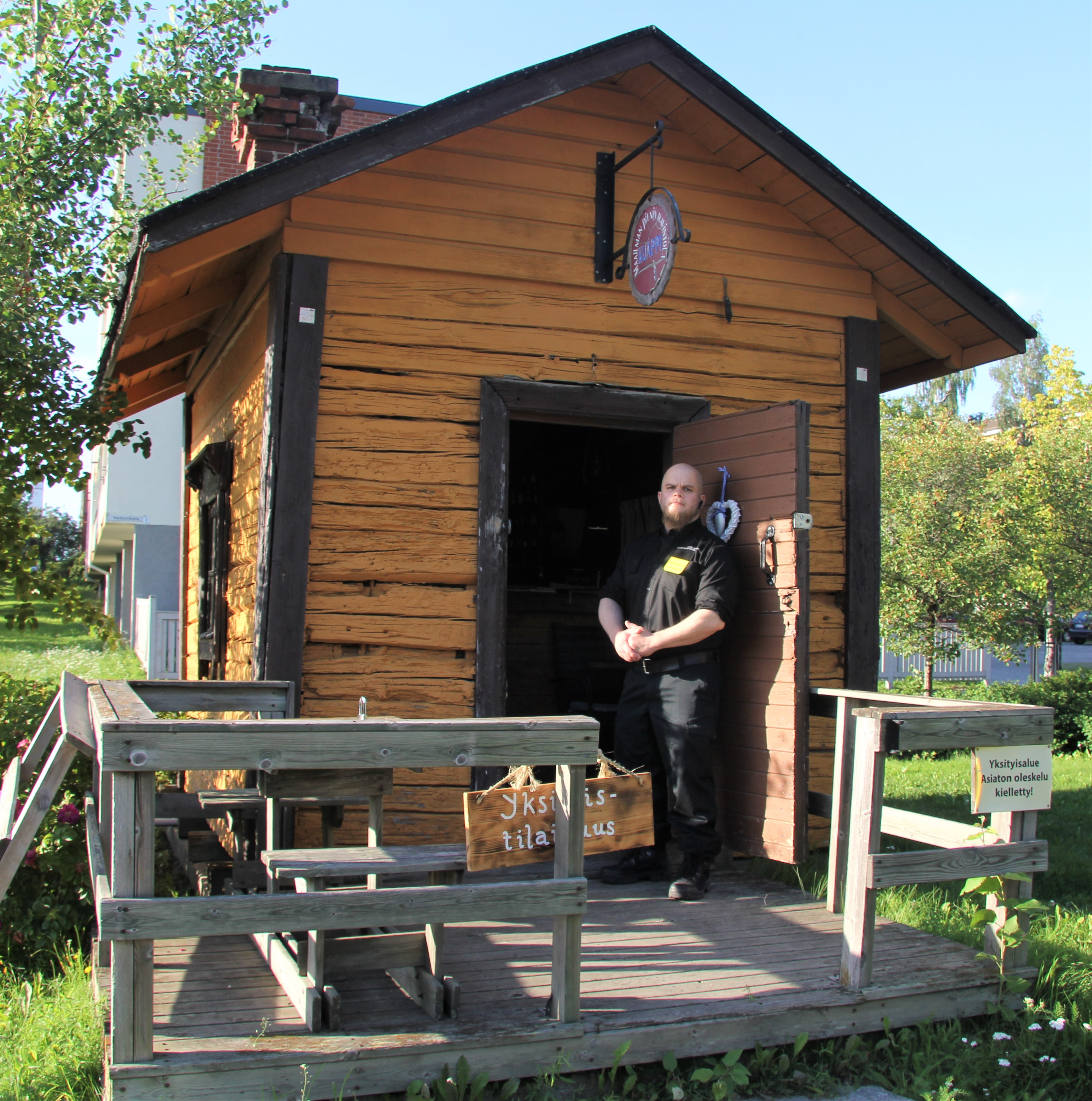
Kuappi es el restaurante más pequeño del mundo. En el interior solo pueden sentarse dos personas.

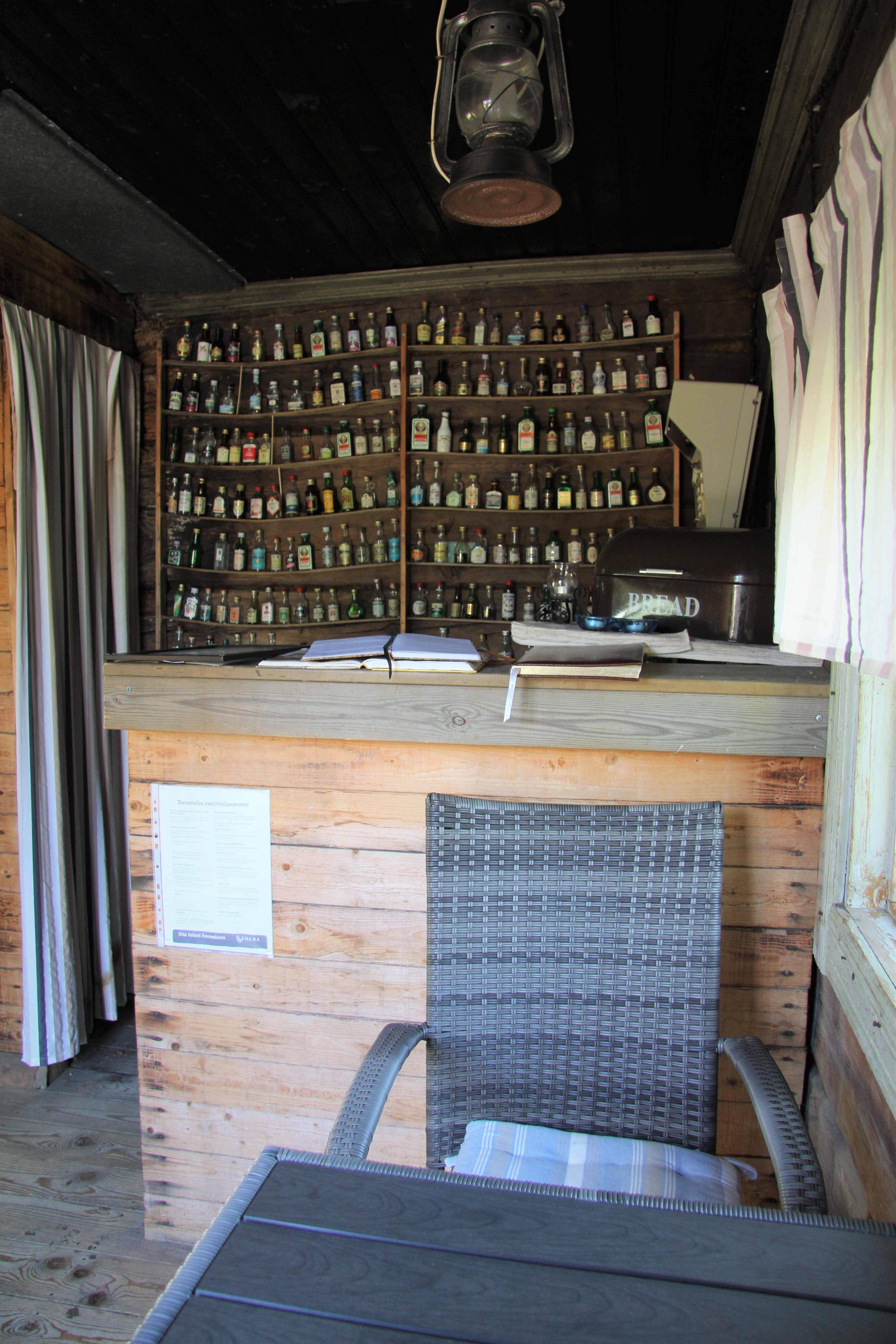
En el interior de Kuappi solo pueden sentarse dos personas. En la imagen se muestra un asiento, el fotógrafo estaba sentado en el otro.

Kuappi (pronunciación en finés: /ˈku̯ɑpːi/) es un restaurante en Iisalmi, Finlandia. Según el Libro Guinness de los récords, es el restaurante más pequeño del mundo. El edificio tiene una superficie de 8 m2, de los cuales 3,6 m2 son interiores.
El restaurante se inauguró en 1907 como una cabina para que descansaran los inspectores de vías de VR-Yhtymä, la compañía ferroviaria propiedad del gobierno de Finlandia, y luego se trasladó a lo largo de la vía a su lugar actual. Se llamó Korkki durante mucho tiempo. Dentro del edificio hay un bar, una televisión, una mesa para dos personas y un inodoro. El interior del restaurante tiene licencia para servir alcohol y tiene capacidad para dos personas además de un mesero. También hay una pequeña terraza al aire libre.  A fines de mayo de 2020, se anunció que, debido a las restricciones de COVID-19, solo un cliente podía ingresar al restaurante a la vez a principios del verano de 2020. La terraza aún podía acomodar a dos clientes, ya que las terrazas no tenían restricciones de límite de clientes.

## Servicios
Kuappi tiene licencia completa para servir bebidas alcohólicas a los clientes.
El restaurante sirve una variedad de comida, que incluye ensaladas, hamburguesas, pescado, pollo y carne. Los platos famosos incluyen corégono blanco frito, pan de cazador y escalope de cerdo, y el tradicional «kukko» de arándanos de Savonia o pastel de chocolate para el postre.
Debido al pequeño tamaño del restaurante, no tiene cocina. Todos los platos que se sirven en Kuappi se preparan en la cocina del restaurante vecino Olutmestari.

## Kuappirock
En el verano de 2018, Kuappi organizó Kuappirock, el festival de música rock más pequeño del mundo. Se vendieron un total de cuatro entradas para el festival, y el festival contó con un total de una banda: una banda de música punk de un solo hombre llamada Impotent Givärs. Las entradas para el festival se vendieron en una subasta en Facebook, con pujas de hasta 125 euros por dos entradas.